# جمال الراشد
جمال الراشد (1963 - 6 ديسمبر 2001) مغني كويتي شعبي راحل، اشتهر بغناءه العدنيات.

## سيرته الذاتية
هو جميل طه راشد والمعروف بالفنان (جمال الراشد) كان يهوي الغناء منذ الصغر ومولعا بآلة العود ، فتعلم عزف العود وهو ابن الثالثة عشرة حيث كان يهرب من المدرسة إلى جزيرة فيلكا حتي يمارس هوايته بالعزف والغناء، تأثر كثيرا بالفنان الراحل طلال مداح ، وتزوج باكرا ودخل عالم الفن عبر بوابة الجيل الثاني والذي من أشهر مطربيه الفنان يوسف المطرف ومشاري العريفان، وعبد العزيز السيب، وفهد الغانم، وخالد الملا ، وعادل الشايجي، وكان يتميز بغناءه باللون العدني واليماني والشعبي والخليجي والاصوات، فكانت بدايته الفنيه بالعدني واليماني عام 1980 واستمر منذ ذلك الحين الي أن أعتزل الفن عام 1995 بسبب مرضه والذي كان سبب في وفاته في 21 رمضان من عام 1422هـ، وبذلك يكون عمره الفني 15 عام، حيث كانت حصيلته أكثر من 1000 جلسة غنائية ( سمرة) خاصه به، ومشتركه مع زملاءه الفنانين، ومن أشهر من لازمه في جلساته الغنائية هو المطرب خالد الملا

## من أجمل الاغاني الي غناها
- يا ايوحيبا
- زد اشتياقي
- منعونا
- ياربة الحسن
- قالت هجرتك
- متى احضى
- حنانيك يامن
- محب الوفى
- هذا شي من لاشي

### استيديو
- الوداع
- يا الاهي رجوتك
- اعز الناس
- اشتريك
- يامن تجافيني

### اصوات
- اغنم زمانك
- يعاهدني
- لك الجمايل
- صوت ليل السهارى [3]

### يماني
- يا لذيك المناظر [4]
- هذا كلام
- على شانه
- جد بالوصال